# Salix schugnanica
Salix schugnanica är en videväxtart som beskrevs av Görz. Salix schugnanica ingår i släktet viden, och familjen videväxter. Inga underarter finns listade i Catalogue of Life.